# Kinloch Rannoch
Kinloch Rannoch est un village situé à l'extrémité est du Loch Rannoch dans le Perth and Kinross, en Écosse.